# Katastrofa lotu LaMia Airlines 2933
Wypadek lotu LaMia Airlines 2933 – wypadek lotniczy, do którego doszło w pobliżu La Unión 28 listopada 2016 podczas podejścia do lądowania na kolumbijskim lotnisku Medellín.
W wypadku maszyny Avro RJ-85 zginęło 71 osób, a 6 osób przeżyło. Na pokładzie znajdowało się 77 osób: 68 pasażerów (pośród nich brazylijska drużyna piłkarska Chapecoense oraz 21 dziennikarzy) i 9 członków załogi. Drużyna miała rozegrać finał turnieju 2016 Copa Sudamericana przeciwko kolumbijskiej drużynie Atlético Nacional.
Decyzją prezydenta Michela Temera została ogłoszona trzydniowa żałoba narodowa. Po tragedii burmistrz Chapecó ogłosił 30-dniową żałobę.
3 grudnia 2016 odbyła się uroczystość żałobna poświęcona pięćdziesięciu ofiarom katastrofy na stadionie drużyny piłkarskiej Arena Conda, w której uczestniczyło około 100 tysięcy osób.

## Samolot
Lot wykonywany był samolotem Avro RJ-85 (nr rej. CP-2933) o numerze seryjnym E.2348. Pierwszy lot wykonał 26 marca 1999, a do boliwijskich linii lotniczych LaMia trafił w 2013 roku. Jest to druga pod względem liczby ofiar katastrofa samolotu Avro RJ w historii po katastrofie Turkish Airlines z 2003 (stan na 28 listopada 2016).

## Przebieg wydarzeń

Trasa samolotu podczas ostatnich 15 minut lotu (pomarańczowa gwiazda to miejsce zniknięcia z radarów, czerwony punkt to miejsce katastrofy)

Samolot wystartował z boliwijskiego Santa Cruz de la Sierra o godzinie 18:20 czasu lokalnego (UTC-04:00). Po prawie trzech godzinach lotu, o 21:20 piloci rozpoczęli zniżanie, przygotowując maszynę do lądowania na pasie 36 w Medellín. W linii prostej odległość pomiędzy lotniskami wynosi 2975 kilometrów i minimalnie przekracza ona zasięg Avro RJ-85, który wynosi 2965 km. O 21:56 maszyna zniknęła z radarów 32 km od lotniska w Medellín. Kolumbijskie media podają, iż załoga zgłosiła problem z układem elektrycznym. Rozważaną przyczyną katastrofy jest brak paliwa w zbiornikach. Wersję tę potwierdzają zeznania niektórych ocalonych, relacjonujące wyciszenie przed katastrofą wszystkich silników maszyny Załoga komunikowała problem braku paliwa, jednak nie jest jasne czemu natychmiast nie zgłosiła sytuacji krytycznej i nie podjęła lądowania w trybie natychmiastowym. W szczątkach maszyny podwozie było wysunięte – co znacznie zwiększa opór aerodynamiczny w razie lotu szybowego (bez pracujących silników) i sprawia, że energia samolotu jest szybciej tracona z powodu oporów, utrudniając awaryjny dolot do pasa. Ponadto maszyna (prawdopodobnie na polecenie ATC, niezaznajomionego odpowiednio wcześnie z problemem braku paliwa) wykonała 3 rundy w holdingu, wypalając tym samym resztki paliwa ze zbiorników i minimalizując szanse na dolot do pasa. Samolot rozbił się o zbocze gór, 18 km na południe od lotniska Medellín na wysokości 2600 metrów (8530 stóp).

## Ocaleni
Pośród ocalonych znajdują się piłkarze: Alan Ruschel, Jakson Follmann i Hélio Neto. Ocalał również dziennikarz Rafael Henzel ze stacji radiowej Oeste oraz dwoje członków załogi – stewardesa Ximena Suárez i mechanik pokładowy Erwin Tumiri. Bramkarz Marcos Danilo Padilha przeżył wypadek, jednak zmarł dzień później w szpitalu.

## Ofiary
Piłkarze

- Guilherme Gimenez de Souza – 21 lat
- Marcelo Augusto Mathias da Silva – 25 lat
- Bruno Rangel – 34 lata
- Marcos Danilo Padilha – 31 lat (zmarł w szpitalu kilka godzin po wypadku)
- Lucas Gomes da Silva – 26 lat
- Sergio Manoel Barbosa Santos – 27 lat
- Filipe Machado – 32 lata
- Matheus Biteco – 21 lat
- Cléber Santana – 35 lat
- Thiego – 30 lat
- Tiago da Rocha Vieira – 22 lata
- Josimar Rosado da Silva Tavares – 30 lat
- Dener Assuncao Braz – 25 lat
- Jose Gildeixon de Paiva – 29 lat
- Everton Kempes dos Santos Gonçalves – 34 lata
- Ananias Eloi Castro Monteiro – 27 lat
- Mateus Caramelo dos Santos – 22 lata
- Alton Canela – 22 lata
- Arthur Brasiliano Maia – 24 lata
- Caio Júnior – 51 lat (trener)

Pracownicy mediów
- Victorino Chermont, Rodrigo Gonçalves, Devair Paschoalon, Lilacio Junior, Paul Clement i Mário Sérgio Pontes de Paiva (wszyscy z Fox Sports), Guilher Marques, Ari Junior i William Laars (z Globe), Giovane Klein, Bruno Silva, Djalma Neto i Andre Podiacki (z RBS), Laion Espindula z „Globo Esporte” oraz Renan Agnolin, Fernando Schardong, Edson Ebeliny, Gelson Galiotto, Douglas Dorneles, Jacir Biavatti, Rafael Valmorbida i Ivan Agnoletto z Radia AM[16].

## Śledztwo
Śledztwo prowadzone jest przez kolumbijską agencję badania wypadków lotniczych, będącą częścią UAEAC (hiszp: Unidad Administrativa Especial de Aeronáutica Civil). Komisja zwróciła się do BAE Systems, producenta samolotu, jak również do brytyjskiego AAIB (Air Accidents Investigation Branch) o udzielenie wsparcia w śledztwie.

## Następstwa
Katastrofę przedstawiono w 9. odcinku 19. serii serialu „Katastrofa w przestworzach” pt. Piłkarska tragedia.